# 反恐特警組
《反恐特警組》（英語：S.W.A.T.）是一部於2003年上映的美國動作犯罪驚悚片，由克拉克·強森執導，大衛·艾亞和大衛·麥肯南撰寫劇本。電影改編自由羅伯特·漢瑪所創作的1975年電視劇《SWAT特警隊》。由山繆·傑克森、柯林·法洛、蜜雪兒·羅德里奎茲、LL Cool J和傑瑞米·雷納主演。該片2003年8月8日在美國上映。

## 劇情
故事敘述「反恐特警組」為洛杉磯警察局中最菁英的特警部隊，但在一次銀行搶案的行動使得該部隊被迫改組，而成員之一的吉姆也與隊友甘布爾鬧翻而拆夥。後來，警局為了挽救形象而請來老鳥哈里森上尉來組成全新的反恐特警組，使得被轉至槍械室的熱血警官吉姆、單親媽媽與首位女成員克麗絲、風趣的戴克、神槍手T·J與吉姆前妻的哥哥巴斯特全被哈里森找來受訓，以成為受到長官認同的菁英。
但未料，他們在護送國際毒梟兼軍火商的亞歷克斯·蒙泰爾時，亞歷克斯卻在媒體面前喊話，只要能成功救出他的人便可獲得高達1億美元的賞金；使得對賞金趨之若鶩的黑白兩道不惜對警方開火，也要將身為罪犯的亞歷克斯救出，這也讓反恐特警組陷入前所未有的危機。

## 演員
- 山繆·傑克森 飾 丹尼爾·「洪都」·哈里森上尉（Sergeant Daniel "Hondo" Harrelson）
- 柯林·法洛 飾 吉姆·史崔警官（Officer Jim Street）
- 蜜雪兒·羅德里奎茲 飾 克莉絲汀娜·「克莉絲」·桑切茲警官（Officer Christina "Chris" Sanchez）
- LL Cool J 飾 戴肯·「戴克」·凱警官（Officer Deacon "Deke" Kaye）
- 奧利維·馬丁尼茲 飾 亞歷克斯·蒙泰爾（Alexander Montel）
- 傑瑞米·雷納 飾 布萊恩·甘布爾警官（Officer Brian Gamble）
- 喬許·查理斯 飾 T·J·麥凱布警官（Officer T.J. McCabe）
- 布萊恩·范·霍特 飾 麥可·巴斯特警官（Officer Michael Boxer）
- 肯·達維迪安（英语：Ken Davitian） 飾 馬丁·加斯科因（Martin Gascoigne）
- 瑞吉·E·凱西（英语：Reg E. Cathey） 飾 格雷·維拉斯奎茲中尉（Lieutenant Greg Velasquez）
- 賴瑞·波音德斯特（英语：Larry Poindexter） 飾 湯瑪士·富勒隊長（Captain Thomas Fuller）
- 佩吉·肯尼迪（英语：Page Kennedy） 飾 崔維斯（Travis）

## 製作
主體拍攝於2002年10月19日開始，於洛杉矶進行製作。

## 反響

### 評價
《反恐特警組》獲得的評價褒貶不一，主要被認為是部老套的警察驚悚片。爛番茄根據165條評論，持有48%的新鮮度，平均得分5.4／10。Metacritic得分45，代表「好壞平均參雜的評價」。
《芝加哥太陽報》的影評人羅傑·伊伯特給了《反恐特警組》三顆星的評價（滿分四顆星），他稱讚了電影的角色、對話和動作戲是足以令人信服的。

### 票房
《反恐特警組》在美國共獲得1.16億美元的票房，其他地區則獲得9079萬美元，全球總計2.077億美元。

## 續集
2011年，推出了一部名為《反恐特警組：火速救援》的錄影帶首映式續集，但沒有任何一名演員回歸演出。第二部錄影帶首映續集《反恐特警組：十萬火急》於2017年8月推出。

## 電視劇
2017年2月，CBS將推出《反恐特警組》的電視劇改編版本，林詣彬、蕭恩·萊恩與尼爾·H·摩里茲將作為監製，並已確定訂下試播集。2017年2月13日，女演員史蒂芬妮·席格曼加入該劇的演出，而林詣彬則將執導試播集。2017年2月28日，薛馬·摩爾確認參演。該劇於2017年11月2日首播。

## 外部連結
- 互联网电影数据库（IMDb）上《反恐特警組》的资料（英文）
- AllMovie上《反恐特警組》的资料（英文）
- 爛番茄上《反恐特警組》的資料（英文）
- Box Office Mojo上《反恐特警組》的資料（英文）